# Sư đoàn xe tăng 4 (Liên bang Nga)
Sư đoàn xe tăng Cận vệ 4 "Kantemirovsky" mang tên Yuri Vladimirovich Andropov Huân chương Lenin, Huân chương Cờ Đỏ (tiếng Nga: 4-я гвардейская танковая Кантемировская ордена Ленина Краснознамённая дивизия имени Ю. В. Андропова, ký hiệu 4-TD, số hiệu đơn vị: 19612) là một sư đoàn cơ giới hạng nặng của Lục quân Nga.

## Lịch sử và quân công
Sư đoàn là đơn vị kế thừa Quân đoàn xe tăng số 17 thành lập ngày 26 tháng 6 năm 1942 trên bờ sông Don, phía tây Voronezh. Vì thành tích xuất sắc trong các trận chiến chống lại quân xâm lược Đức Quốc xã và đồng minh của của chúng ở vùng Trung Don, quân đoàn 17 đã được trao danh hiệu danh dự "Cận vệ" vào tháng 1 năm 1943 và được đổi tên thành Quân đoàn xe tăng Cận vệ 4. Vì thành tích xuất sắc trong các trận chiến gần Kantemirovka, quân đoàn đã nhận được danh hiệu danh dự "Kantemirovsky". Vì lòng dũng cảm và chủ nghĩa anh hùng trong quá trình giải phóng các thành phố ở hữu ngạn sông Dniepr ở Ukraina, bao gồm Zbarazh, Ternopil và Shepetovka vào tháng 4 năm 1944, Quân đoàn đã được trao tặng Huân chương Cờ đỏ. Vì thành tích giải phóng Krakow, quân đoàn đã được trao Huân chương Lenin. Sau chiến tranh, Quân đoàn xe tăng Cận vệ 4 được tổ chức lại thành Sư đoàn xe tăng Cận về 4. Ngày 23 tháng 2 năm 1984, sư đoàn được mang tên Yuri Vladimirovich Andropov để vinh danh vị Tổng bí thư Đảng Cộng sản Liên Xô này.
Đơn vị được cơ cấu lại thành lữ đoàn năm 2010, rồi được tăng cường và trở lại thành sư đoàn từ năm 2013.

## Cơ cấu
Sư đoàn xe tăng Cận vệ 4 là một đơn vị thành phần của Tập đoàn quân xe tăng Cận vệ 1 lừng danh. Tập đoàn quân này lại trực thuộc Quân khu Tây và hiện nay là Quân khu Moskva.
Sư đoàn bao gồm:
- Sư đoàn bộ (số hiệu 19612):
  - Tiểu đoàn trinh sát 137
  - Tiểu đoàn quân y 165
  - Tiểu đoàn thông tin 413
  - Tiểu đoàn công binh 330
  - Tiểu đoàn hậu cần 1088
- Trung đoàn xe tăng Cận vệ 12
- Trung đoàn xe tăng Cận vệ 13
- Trung đoàn bộ binh ô tô Cận vệ 423
- Trung đoàn pháo tự hành 275
- Trung đoàn tên lửa phòng không Cận vệ 538

## Trang bị
Các loại xe chính của sư đoàn là xe tăng chiến đấu chủ lực T-80U, T-80BV và T-80BVM và xe chiến đấu bộ binh BMP-2. Sư đoàn sử dụng hạn chế xe bọc thép chở quân BTR-80 và MT-LB, cũng như hệ thống pháo tự hành 2S19 Msta-S, pháo phản lực phóng loạt BM-21 Grad và BM-27 "Uragan". Hai trung đoàn xe tăng của sư đoàn được trang bị T-80U và một số lượng nhỏ T-80UE-1. Trung đoàn bộ binh 423 của sư đoàn được trang bị hỗn hợp T-80BV và T-80BVM nâng cấp mà sư đoàn bắt đầu nhận được theo lô cấp đại đội vào năm 2020.